# Teodor I (cesarz Etiopii)
Teodor I (gyyz. ቴዎድሮስ, Tieuodros, imię tronowe Uelde Anbesa, co znaczy Syn lwa, ur. około 1380  – zm. 1414 r.) – cesarz Etiopii w latach 1411–1414. Pochodził z dynastii salomońskiej. Był synem cesarza Dawida I, który abdykował i zmarł dwa lata po abdykacji w wyniku wypadku.

## Ocena Wallisa Budge
Według egiptologa i orientalisty Ernesta Alfreda Thompsona Wallisa Budge, Teodor był człowiekiem bardzo religijnym i rozmiłowanym w literaturze religijnej. Budge dodał również, że cesarz pragnął odbyć pielgrzymkę do Jerozolimy, jednak abuna Marek odradził mu podróż, ponieważ bał się o bezpieczeństwo cesarza. Teodor I pomimo swojej religijności zerwał porozumienie "Roku św. Przymierza, zawarte przez swojego przodka Tesfę Ijesusa (znanego również jako Jykuno Amlak), dotyczące nadania Kościołowi etiopskiemu jednej trzeciej części terytorium Cesarstwa Etiopii.

## Ocena Jamesa Bruce'a
Pomimo iż Teodor I rządził zaledwie trzy lata, okres ten jest oceniany jako złoty wiek Cesarstwa Etiopii. Szkocki podróżnik James Bruce, który przebywał w Afryce w drugiej połowie XVIII wieku, odnotował: 

Musiało być coś naprawdę wspaniałego, co wydarzyło się pod rządami tego księcia [oczywiście Bruce ma na myśli cesarza], bo choć panował on krótko, to była spośród wszystkich poprzednich, najbardziej ulubiona epoka w Abisynii. Panuje nawet przekonanie, że on powstanie ponownie i będzie rządził w Abisynii przez tysiąc lat, a w tym czasie wszystkie wojny zostaną przerwane i odtąd każdy w spełnieniu będzie cieszyć się szczęściem, obfitością i pokojem

## Śmierć cesarza
Okoliczności śmierci Teodora I są niejasne. Według jednej z wersji zginął nad rzeką Auasz, podczas walki z oddziałami muzułmańskimi, choć nie zostało to wyraźnie stwierdzone przez kronikarzy. Cesarz po raz pierwszy został pochowany w mieście Merabietie w Kościele Tadbaba Marjam, ale późniejszy cesarz Beyde Marjam I przeniósł jego ciało do Atronsa Marjam. Po Teodorze rządy przejął jego brat Izaak.